# Carretilla

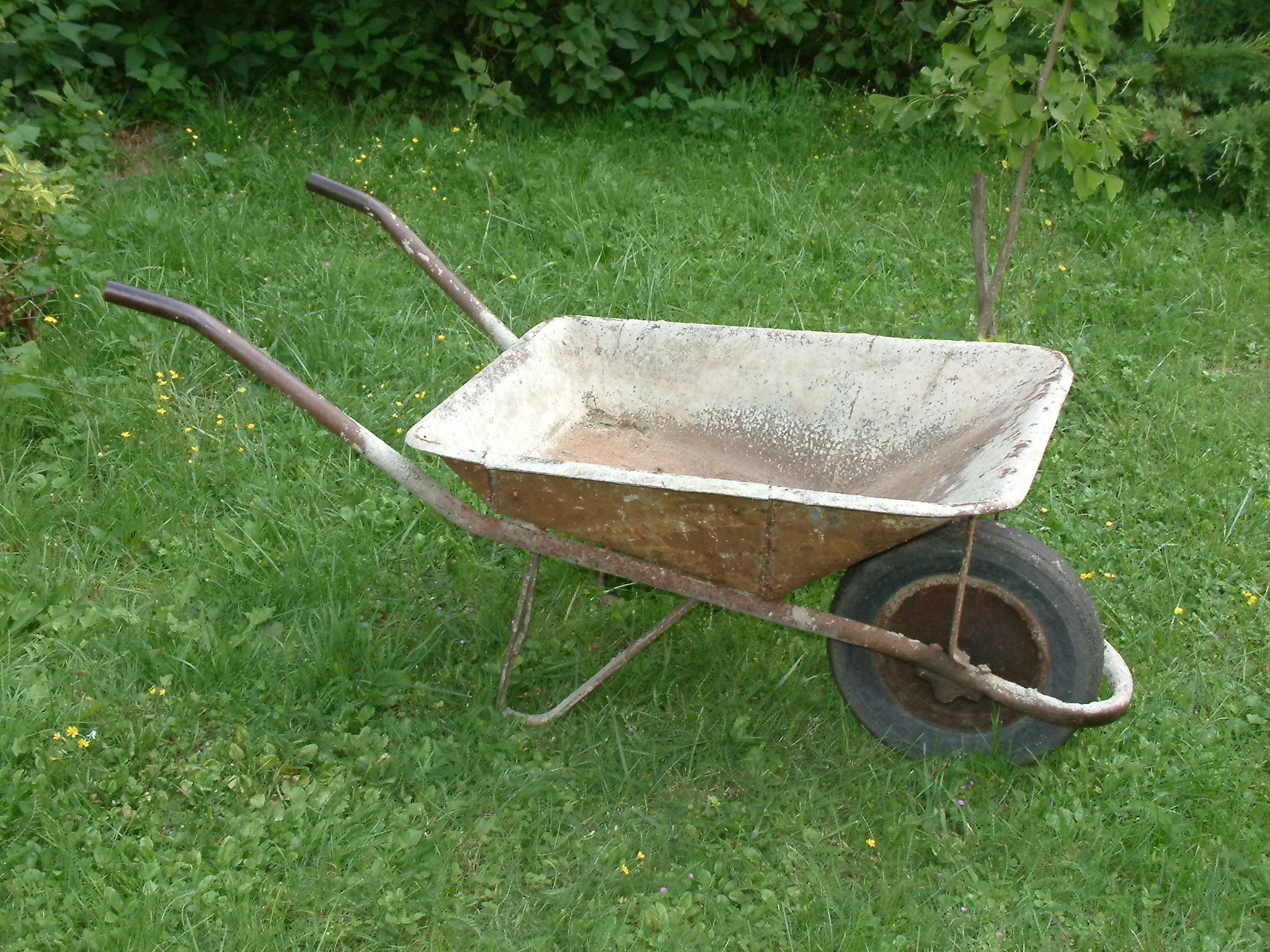
Carretilla de Albañil

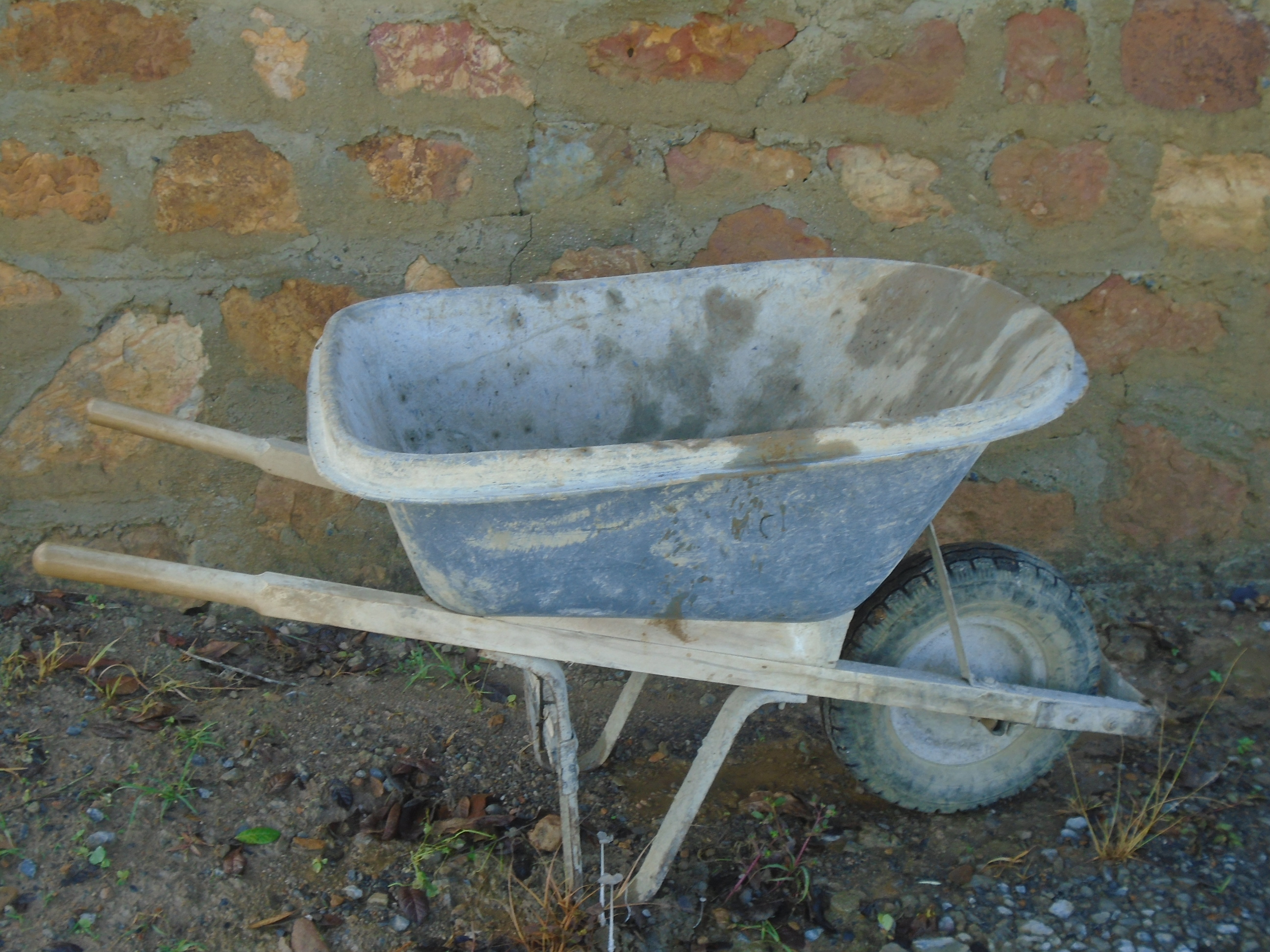
Una carretilla para materiales

La carretilla es un carro pequeño de mano normalmente de una sola rueda con un cajón para colocar carga, incorpora dos varas en la parte posterior diseñado para ser propulsado por una sola persona y utilizado para el transporte a mano de carga en distancias cortas.
La carretilla es una herramienta ergonómica para transportar diferentes materiales o herramientas. Es de uso común en obras de construcción, en horticultura y jardinería, así como en granjas. El principio en el que se basa su funcionamiento es el de la palanca asociado con la posición del centro de gravedad hacia la base del centro de apoyo (la rueda), que le otorga una gran eficiencia.

## Historia

### Los orígenes
En la historia, y en especial en la historia de la tecnología, es arriesgado asumir que lo antiguo o lo viejo es lo natural: la historia de la carretilla parte que encaja en este principio.
Etimológicamente el término carretilla viene de aplicar el sufijo diminutivo -illa a la palabra carreta, la cual es un diminutivo a su vez de carrus, palabra del latín que significa ‘vehículo con ruedas’. La palabra carretilla apareció por primera vez en el Diccionario nuevo de las lenguas española y francesa de 1705, publicado por Francisco Foppens en Bruselas, cuyo ejemplar se conserva en la Biblioteca de la Real Academia Española.

### Antigua China

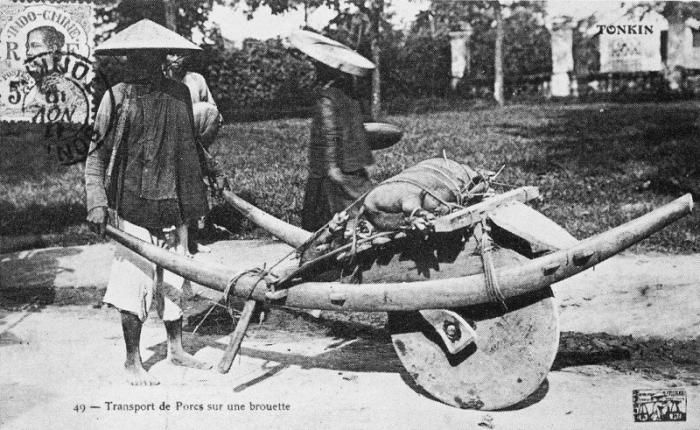
Carretilla usada en Vietnam

El artilugio es un invento chino del que se menciona su uso en el siglo III a. C., cuando la carretilla se menciona por primera vez usada por el general Shu para abastecer a sus ejércitos, en torno a diez siglos antes de su aparición en Europa. Se cree que el inventor fue un general llamado Zhuge Liang hacia el año 200 antes de nuestra era. No era posible atravesar montañas con los carromatos debido a la estrechez de los senderos, que no permitían el paso de dos ruedas. Era necesario crear un vehículo que hiciera bascular todo su peso sobre una sola rueda; y se halló la fórmula, que supuso un extraordinario hallazgo estratégico: la carretilla. El invento fue en su día una máquina secreta que se guardó celosamente del conocimiento de otros pueblos. 
Una de las menciones de la carretilla se refiere al general Zhuge Liang (181-234), del período de los Tres Reinos (siglo II) para el transporte de pertrechos y armas a través de los caminos y vericuetos de la alta montaña. Se utilizó asimismo para retirar los cadáveres de los campos de batalla, a modo de camilla. y transportar heridos. Los chinos también parece que inventaron una carretilla con un pequeño mástil y una vela, que reducía el esfuerzo humano con el viento favorable, sin embargo los sinólogos se muestran cautos o contradictorios en estas afirmaciones. 

De acuerdo con Robert Temple, la carretilla fue inventada en el sureste de China en el siglo I a. C., por un personaje semilegendario llamado Ko Yu –Guo Yu–. Este fabricó una especie de cordero de madera a lomos del cual atravesó los montes. Las carretillas han sido descritas desde la antigüedad como los bueyes de madera o como caballos deslizantes, es probable que el invento atribuido a este legendario personaje haya sido la carretilla. Según el mismo autor, las primeras representaciones de estos trabajos de artesanía fueron halladas en el relieve de un friso de una tumba datada en el siglo I, en él se observa a un hombre sentado en una carretilla. El mural pintado en una tumba mostrando un hombre empujando una carretilla fue encontrado en Chengdu, provincia de Sichuan y datado exactamente en el 118 a. C. Otro relieve labrado en piedra mostrando similar escena se encontró en la tumba de Shen Fujun en la provincia de Sichuan, fechado alrededor de 150 a. C. El mural del santuario de Wu Liang, en Shandong (datado el 147 a. C.) muestra la historia del pío Dong Yuan, llevando a su padre en una carretilla de una rueda, lu che. Existen registros menos antiguos que se remontan al siglo I a. C. y siglo I d. C.. Otros ejemplos pertenecientes al periodo de la dinastía Han ( 206 a. C. hasta el 220 d. C.), muestran que el uso de la carretilla ya estaba extendido en el imperio y su uso era con fines militares tanto para el trasporte de mercancías y hombre como para defensa en las cargas de las caballería.

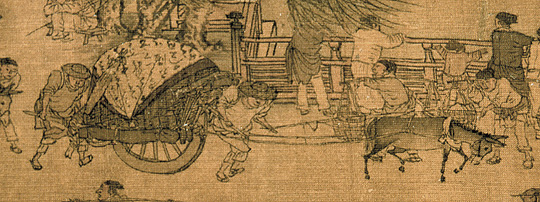
Detalle de la obra El festival Qingming junto al río de Zhang Zeduan (1085-1145), Dinastía Song.

De un primer uso militar, la carretilla pasó al ámbito de la agricultura, de donde no tardó en ser llevada a las ciudades, donde sirvió de medio de transporte: una carretilla podía transportar a cuatro adultos de un sitio a otro de la ya inmensa ciudad de Pekín. Este curioso sistema llegó a ser extremadamente popular. En Europa tardó más en aparecer. Se sabe que existía ya en el siglo XII, época en que era utilizada como medio de acarreo de ladrillos y piedras para las grandes catedrales románicas y después góticas.

### Grecia
La carretilla no ha había sido mencionada en los textos de la antigua Grecia, ni se conocía su uso entre topógrafos, agrónomos o arquitectos hasta que en 1994 un estudio reveló el uso de un artilugio que podría ser una carretilla en dos inventarios griegos de los años 408-407 a. C. y del 407-406 a. C. Estos datos sitúan el uso de la carretilla en un periodo anterior al de China. El uso de esta carretilla habría sido el trasporte de material de construcción hasta las obras.

### Europa

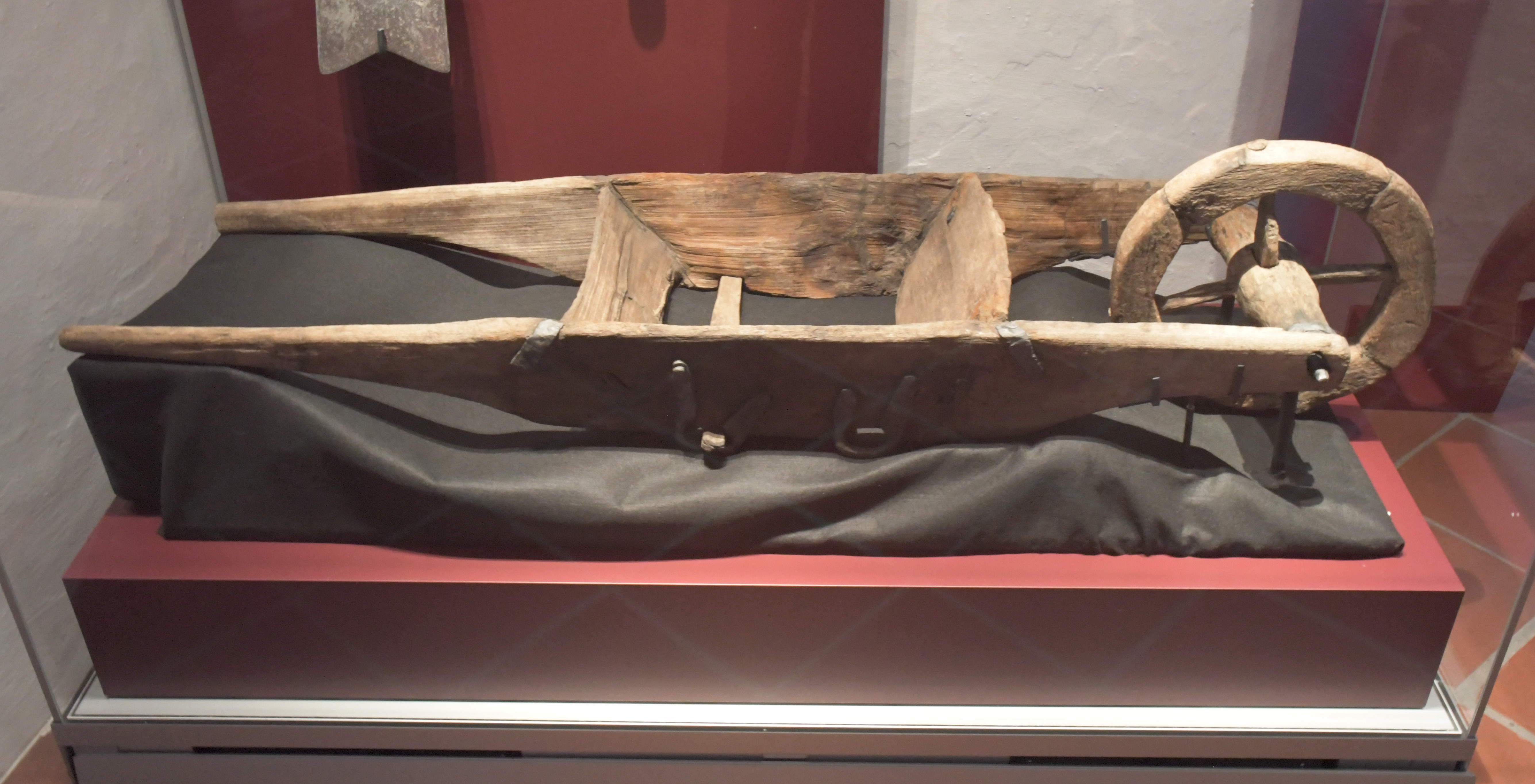
El wheelbarrow más antiguo de Europa que se conserva de Ingolstadt, ca. 1537

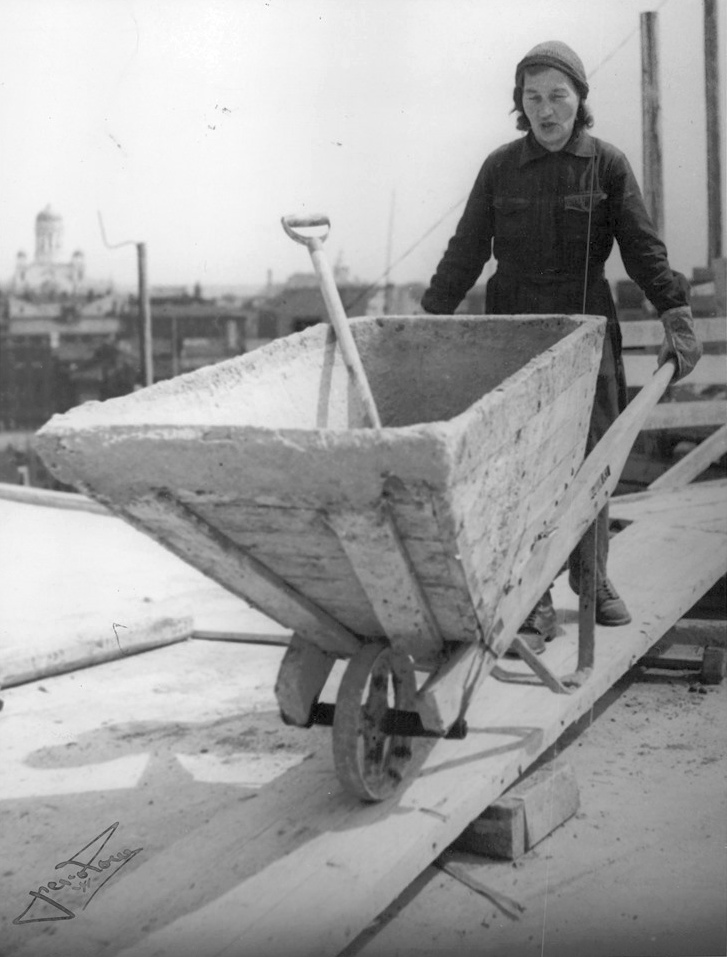
Katima Prokoff (FInlandia), carretilla usada en la construcción

Los primeros datos de uso de la carretilla aparecen a mediados del siglo XIII, sin que se tengan evidencias anteriores de figurativas o en textos anteriores a esa fecha. Sin embargo a mediados del siglo XIII hay una abundancia de representaciones que sugieren su aparición en la primera mitad de dicho siglo.
En la producción de miniaturas agrícolas, muy extendidas en ese periodo, no aparecen aún representadas. En las ilustraciones mineras, donde la carretilla ocupará un  lugar importante con posterioridad, no aparecieron hasta mediados del siglo XVI. Existen leyendas que la atribuyen a un tal Dupin, algunas incluso se la atribuyen a Blaise Pascal, ambos alrededor de 1650. 
A pesar del evidente interés que despertó el artilugio, aún en uso en las labores del campo y en la construcción, la extensión de la carretilla fue lenta y específica de algunas tareas, como se observa en las ilustraciones posteriores, donde coexisten la carretilla y la camilla. En los libros de ingeniería del renacimiento no se han hallado representaciones de las mismas.
Abd al-Rahman al-Jabarti en 1798, durante la expedición de Napoleón Bonaparte en El Cairo, tomó notas sobre las carretillas empleadas por las tropas francesas, una herramienta que él desconocía:

Ellos [los franceses] utilizaron instrumentos fáciles de usar y que ahorran esfuerzo, lo que permitió que las obras se realizaran rápidamente. Entonces, en lugar de canastas o contenedores, usaron pequeños carros que tenían dos brazos extendidos desde atrás; los llenamos con tierra, arcilla o piedras [...] luego tomamos ambos brazos en nuestras manos, empujamos frente a nosotros y el carro rodó sobre su rueda con el menor problema al lugar; finalmente se vaciaron, apoyándolo con una mano, sin fatiga alguna.
Ils [les Français] recouraient à des instruments faciles à manier et épargnant la peine, ce qui permettait une exécution rapide des travaux. Ainsi, au lieu de paniers ou de récipients, ils utilisaient de petites charrettes qui avaient deux bras allongés par-derrière ; on les remplissait de terre, d’argile ou de pierres [...] ensuite on prenait en main les deux bras, on poussait devant soi et la charrette roulait sur sa roue avec la moindre peine jusqu’au chantier ; on les vidait enfin, en la penchant d’une main, sans aucune fatigue
Abd al-Rahman al-Jabarti

Gracias a la construcción del canal de Suez (1859-1869) se conoce que trabajadores de la Compañía Suez (fusionado en 2007 con Gaz De France con el nombre de GDF Suez; esta  pasó a denominarse Engie en 2008) emplearon la carretilla como una herramienta más en las obras del canal. Aun así la difusión del invento fue lenta en Europa a pesar de la sencillez técnica. Angus Maddison, en su investigación sobre los orígenes de la carretilla y sus disparidades en el desarrollo, enfatiza la importancia de imitación en este caso. Según su estudio la carretilla habría pasado de China a Europa varios siglos después y a pesar del contacto entre la India y Occidente, ya que los trabajadores indios continuaron portando las cargas sobre la cabeza o la espalda al igual en otras zonas de África donde continúa siendo habitual.
El principio implementado sigue siendo el mismo que en su origen, ha sufrido algunas mejoras con el paso de tiempo, así se pueden encontrar carretillas motorizadas, plegables o equipadas con neumáticos. Para la misión Apolo 14 se adoptó un variante o carretilla lunar para un transportador de equipamiento móvil (MET) empleado para recoger muestras de rocas lunares. En 1974 James Dyson propuso el Ballbarrow, una carretilla con una rueda esférica.

#### España

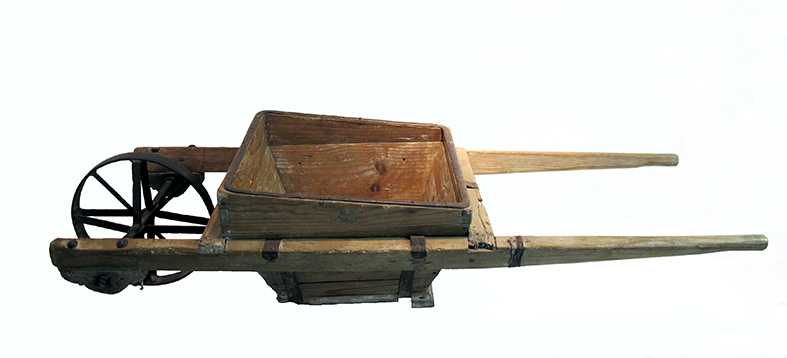
Carretilla de Manises

En el siglo XVII el Concejo estableció los precios de las mercancías que fueron publicados en 1628, entre las tasas se estableció el valor de la pólvora y los cohetes a nueve cuartos cada carretilla.

## Literatura
Los textos son a la vez tardíos y ambiguos ya que se menciona el vehículo, pero no hay certeza de que este sea de una sola rueda. La mención más antigua procede de la mención de la Crónica rimada (Chronique rime) de Philippe Mouskes, canónigo y obispo, fechada en 1270, el contexto sugiere un vehículo de dos ruedas impulsado por el tiro de animales.
Víctor Gay en su Glosario Arqueológico de la Edad Media y del Renacimiento cita texto del siglo XIV y posteriores, además de muestras algunas ilustraciones de la época. A partir del siglo XV las menciones en textos y la aparición de ilustraciones aumentaron de forma notable.
De acuerdo con el libro de cuentas de la ciudad de Amiens en 1401, Jehan de Remy modificó la carretilla, dotándola de diferentes elementos como brazos, una caja reforzada con barrotes y un eje mayor, para su empleo en el trasporte de adoquines.

## Estudio tecnológico de la carretilla

### Análisis funcional

#### Definición de la función principal
La carretilla satisface la necesidad de aumentar la capacidad del trasporte de objetos por una sola persona, empleando un diseño rudimentario. Puede definirse como un objeto técnico, un agente de trasporte que permite aumentar la carga, entre otros usos. Al igual que sucede con otros objetos técnicos, la carretilla no sería la única respuesta a la necesidad planteada, y esta  no tiene una función principal en sí misma, por lo que puede tener diferentes usos.

Partes funcionales de la carretilla manual

#### Composición de la carretilla
La carretilla se compone de cinco elementos:
1. Chasis: formado con dos barras unidas, cuya función es el soporte del conjunto.
2. Mangos: dos agarres cuya función en aumentar el control y la transmisión de energía, es la interfaz del usuario.
3. Porta cargas: un contenedor formado por una caja que puede ser de diferentes materiales, y tamaños cuya función es albergar la carga a transportar.
4. Rodadura: el sistema de rodadura (rueda) permite el desplazamiento, mediante un cojinete que reduce la fricción.
5. Pie: o punto de apoyo, ofrece junto con la rueda, un soporte estable cuando la carretilla está en reposo. La estructura tiene forma poligonal.

#### Variantes según el número de ruedas

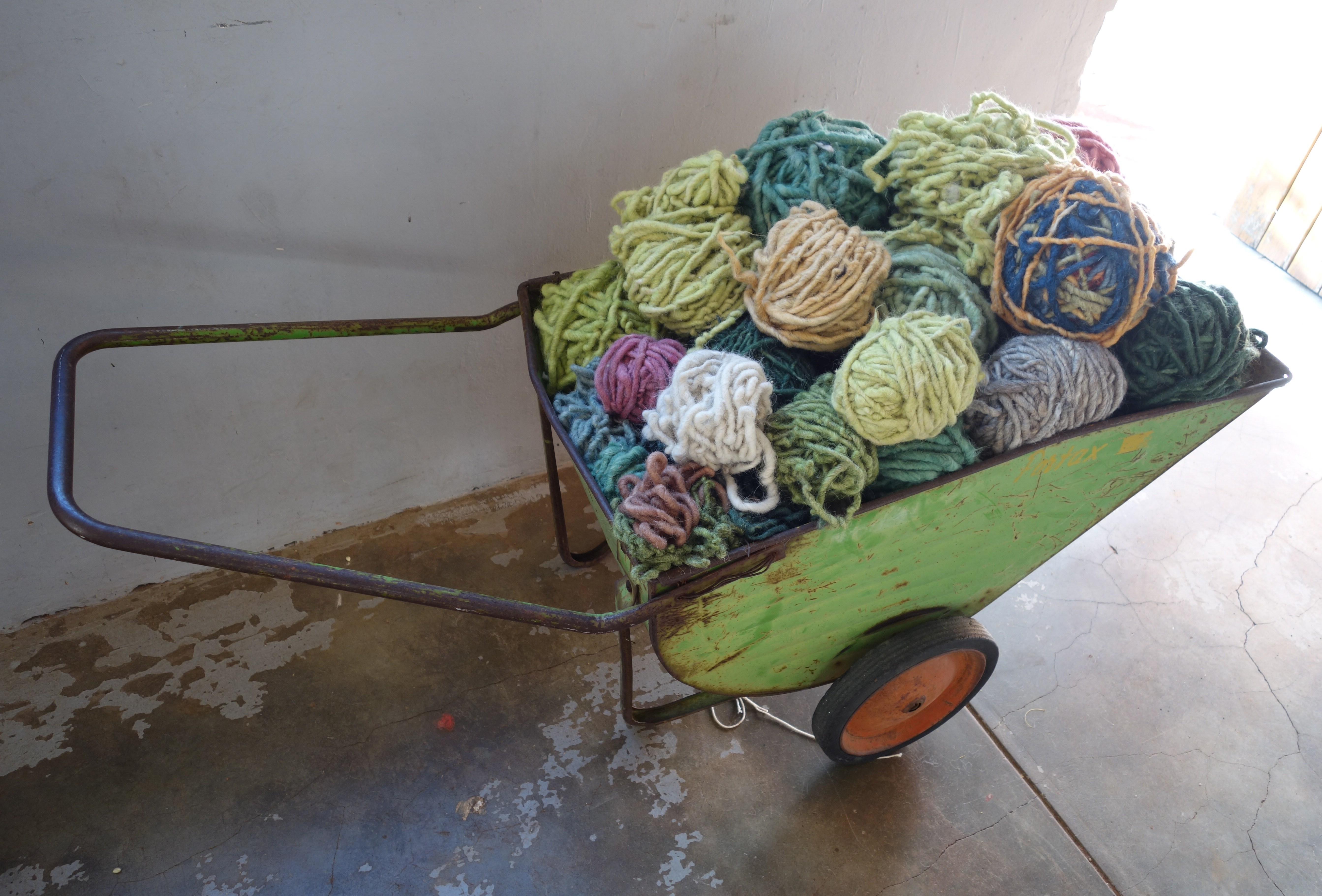
Carretilla de dos ruedas usada en Namibia, en la imagen un modelo usado en una fábrica de tejidos

Las carretillas pueden clasificarse de diferentes formas de acuerdo con la función que desempeñen. Las hay de varios tipos:
La carretilla de una sola rueda frontal está diseñada para distribuir el peso de la carga entre la rueda y el trabajador, lo que permite llevar cargas más pesadas que si tuvieran que ser transportadas totalmente por la persona. Se utiliza comúnmente en la industria de la construcción y en jardinería.
La carretilla de dos ruedas, más estable a nivel del suelo, es ampliamente usada para cargar cajas u otras cosas que se puedan apilar, mientras que la casi universal de una rueda tiene mayor maniobrabilidad en espacios pequeños, sobre tablones de madera o cuando un suelo inclinado tiraría la carga. La de una rueda también permite mayor control de vaciado de carga.
La carretilla industrial, más sofisticada, cuenta con sistema de suspensión hidráulico, dos largueros, cada uno con una pequeña rueda y otro par de ruedas frontales giratorias. Esta última se utiliza para carga más pesada y en el comercio sirve para el transporte de electrodomésticos.

#### Variantes según la posición de la carga

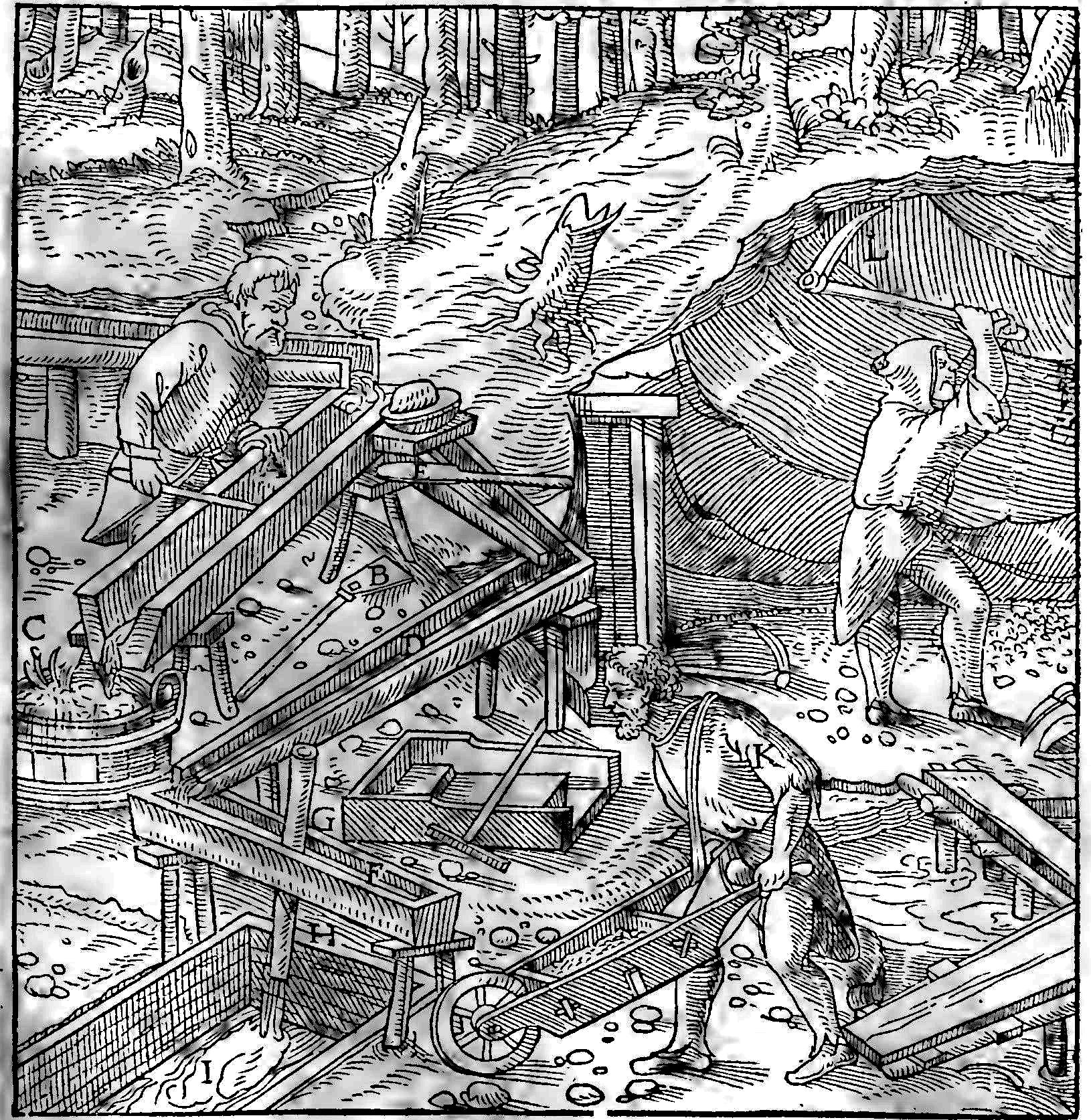
Página de la obra de Georg Agricola (1556) donde se representa una carretilla con el porta carga bajo los brazos del chasis.

Algunos tipos de carretillas varía su posición según se ubique el porta carga respecto a los brazos del chasis:
- El porta carga se sitúa entre los brazos del chasis: es el tipo estándar más común. La disposición del porta carga permite que el peso se transfiera al eje de la rueda. Es la forma habitual de uso en el oeste de Europa y de países del Mediterráneo.
- El porta carga se sitúa bajo los brazos del chasis, bien sea en su totalidad o en parte: este sistema permite una transferencia del peso hacia la rueda efectiva ofreciendo al tiempo una mayor estabilidad. Es la forma más habitual de uso en Europa Central, sobre todo en Alemania. En la obra de Greorgius Agricola de 1556, De Re Metallica aparecen ilustradas este tipo de carretillas.[25]

#### Variantes según la forma del porta cargas

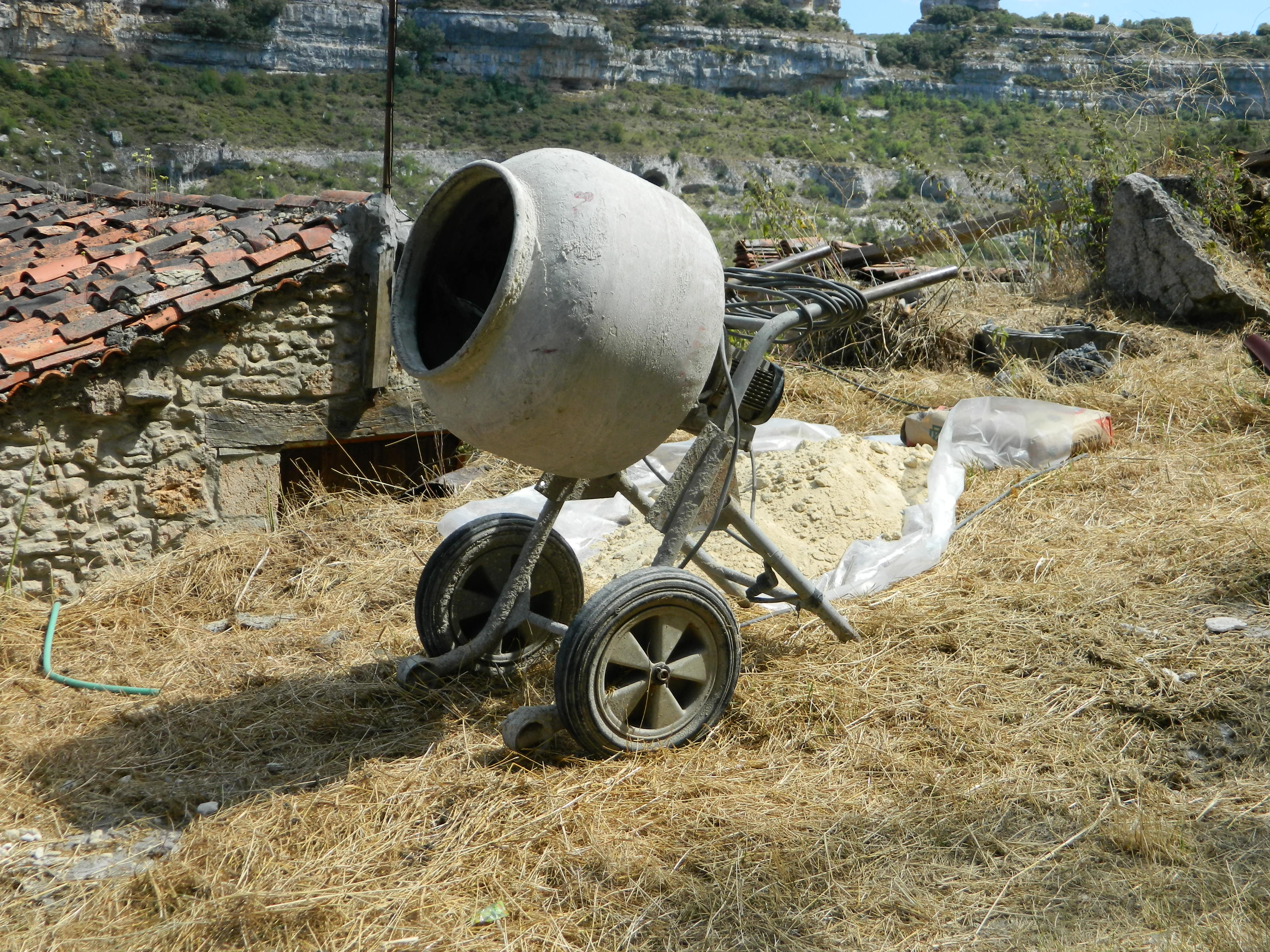
Carretilla de doble función: hormigonera-carretilla.

Según sea la forma del porta cargas las carretillas pueden ser de los siguientes tipos:
- Bandeja simple: aquellas que mediante unos travesaños unen el chasis y sobre ellos se colocan los objetos a transportar.
- Bandeja con respaldo: tipo carretilla antigua de carga usada por los mozos de equipajes o las carretillas diablo.[28]
- Bandeja con respaldo laterales abatibles: es un tipo de carretilla realizada en madera a la que se le pueden extraer o abatir los laterales o bien los tiene fijos.
- Cubeta de tolva: el porta cargas está realizado con chapa, se emplea para el transporte de grano y líquidos.
- Porta cargas especial: en este caso se emplean para el transporte de cargas específicas y adoptan la forma de cisterna, barril o de hormigonera. Este tipo de carretilla emplea dos ruedas.

### Análisis mecánico

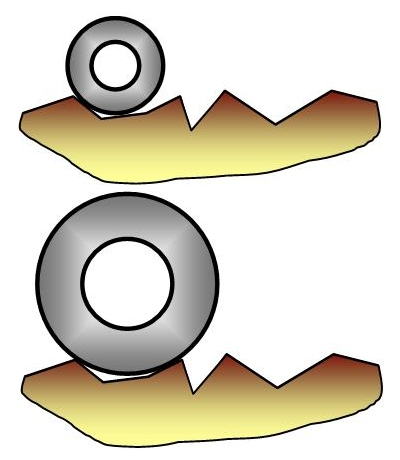
Adaptación al terreno de la rueda según su diámetro

#### La rueda
El diámetro de la rueda influye en la forma de comportarse de la carretilla, ya que este debe ser lo suficientemente grande para darle la firmeza y el agarre suficientes para adaptarse al terreno sin llegar a atascarse y al tiempo no rozar con la estructura.  

#### Influencia de la posición longitudinal del cuerpo
El uso de la rueda, se traduce en una reducción de la resistencia al desplazamiento (fricción), pero en carretillas de un solo eje o rueda no se libera al empujador del esfuerzo ya que este debe aportar parte del peso de la carga. Un estudio mecánico estático puede resultar interesante en el trasporte de mercancías con carretilla.
El equilibrio de la carretilla en un terreno llano lleva a considerar tres acciones mecánicas externas que pueden configurarse por las fuerzas:
- El peso del conjunto formado por la carretilla y su carga, representado por una fuerza {\displaystyle {\vec {P}}\,} aplicado al centro de masa G;
- La acción de la rueda sobre el chasis, representada por una fuerza {\displaystyle {\vec {R}}\,} aplicada en el punto de conexión C. Un estudio prelimiar de la rueda por sí solo demuestra que esta acción es perpendicular al suelo si la conexión de pivote entre la rueda y al carretilla es perfecta (sin fricción);
- La acción que ejerce el empujador sobre los mangos, representados por una fuerza {\displaystyle {\vec {F}}\,} aplicada al punto M. Esta acción es en parte desconocida, y será determinada por este estudio.

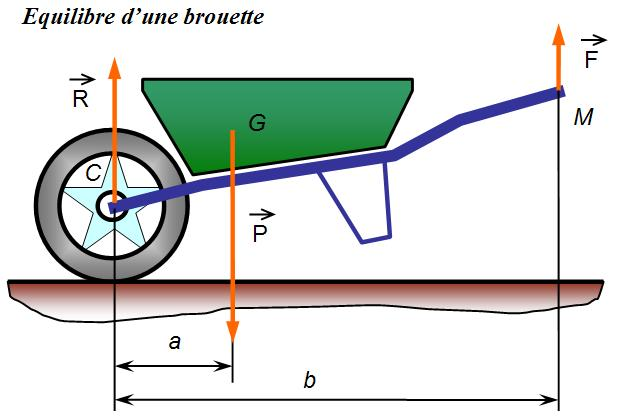
El equilibrio de la carretilla

En el marco del equilibrio mecánico las leyes de Newton indican dos relaciones entre estas tres fuerzas para que se produzca el equilibrio:
- La suma de las fuerzas es cero:

(1): {\displaystyle {\vec {P}}+{\vec {R}}+{\vec {F}}=0}
- La suma de los momentos es cero; al expresarlos, por ejemplo, en el centro de la rueda C, obtenemos la siguiente relación:

(2): M(P)C + M(R)C + M(F)C = 0.
Como el peso y la acción del suelo son verticales, necesariamente para que sea posible la igualdad vectorial (1), la acción del empujador también lo es. Al nivel de la posición de la rueda, el equilibrio se obtiene cuando los hombros se encuentran en el mismo plano vertical que las muñecas y los soportes de apoyo en el suelo (pie de apoyo). Entonces la ecuación traduce el hecho de que la rueda y el empujador comparten la carga:
{\displaystyle {\vec {P}}=-({\vec {R}}+{\vec {F}})\,};
o la intensidad:
P = R + F'
Escribir los momentos en el punto C seleccionado conduce a la anulación de uno de los términos y da una relación directa entre el peso {\displaystyle {\vec {P}}\,} y la acción del empujador {\displaystyle {\vec {F}}\,} ya sea:
(2)   : M (P) C + M (F) C = 0.
Al desarrollar esta ecuación, obtenemos una relación que vincula las intensidades de estos esfuerzos con las dimensiones de la carretilla, ya sea a P - b F = 0 o incluso F = P a / b.
Esta relación describe lo que se llama el efecto de palanca en la rueda. Entonces, para aliviar al empujador, es decir, para reducir la intensidad de la fuerza requerida para levantar los mangos, hay dos enfoques:
1. Limitar la carga en la carretilla para reducir P, lo cual es contrario al interés.
2. Disminuir la relación a/b ya sea:

- aumentando b, es decir alargando los brazos del chasis, lo que puede hacer que la carretilla sea menos manejable más allá de cierta longitud,
- disminuyendo a, lo que significa que en el extremo debe colocarse la rueda bajo la carretilla. Entonces, si este valor es cero, el empujador no necesita el esfuerzo para soportar la carga: es exactamente la geometría adoptada en los carros de mano o el rickshaw. Esta solución también se aplica en la carretilla de mano, empleada para mover cargas pesadas y voluminosas. La propuesta requiere una reducción del tamaño de la rueda para que el umbral de carga permanezca bajo, lo que hace que la carretilla sea más inestable a los accidentes del terreno debido a un equilibrio más precario, de ahí la adopción de las dos ruedas para la carretilla tipo diablo. Además, la forma inclinada de la pared frontal del cuerpo contribuye a la reducción de a al acercar el centro de masa al frente: es una modificación constatada en la evolución histórica de la carretilla.

Ahora, si la carretilla se pone en movimiento, es necesario agregar a la acción del empujador un componente paralelo al suelo, igual a la cantidad de aceleración ( mg ). El brazo luego se inclina en la dirección la marcha impuesta. Este empujees independiente de la geometría de la carretilla. El problema es el mismo que para poner en movimiento una carretilla de dos ruedas o un carro que generalmente tiene 4 ruedas. Sin embargo, mantener el movimiento requiere un esfuerzo que depende de la resistencia a la rodadura vinculada a la naturaleza del terreno. El suelo duro y liso facilita dicho movimiento mientras que el suelo blando o irregular lo dificulta.

#### Equilibrio en un pendiente
Finalmente, cuando la carretilla está en una pendiente, la acción del suelo ya no es paralela al peso, por lo que necesariamente se ve afectada la acción del empujador. 
En un ascenso (la rueda de la carretilla se sitúa aguas arriba), las tres líneas de acción mecánica se encuentran por encima del suelo. El empujador debe inclinarse hacia adelante para sostenerla. El caso mostrado, desfavorable si se mantiene la acción longitudinal de la carretilla, muestra que la intensidad de la acción del empujador sigue siendo razonable. Solo su dirección supone un problema. Se materializa mediante una línea recta que une las muñecas a los soportes. También es la dirección de los brazos estirados. La configuración es la misma para el descenso o el ascenso, ya que el esfuerzo del empujador (tracción) es de tipo motor (para avanzar) o resistente. Sin embargo, en comparación con un uso en una superficie llana, y desde el punto de vista del empujador, el esfuerzo de avance aumenta de forma considerable. 
En un descenso (rueda aguas abajo) todo se invierte. El punto de competencia para las líneas de las fuerzas se sitúa por debajo de la línea de tierra. Aquí de nuevo el estudio muestra que la intensidad de la acción del empujador es aproximadamente la misma. A esto se añade el problema del contenido de la carga, en especial si es un líquido. En un ascenso se puede corregir la posición levantando la carretilla, en un descenso no es posible aplicar la misma solución. 

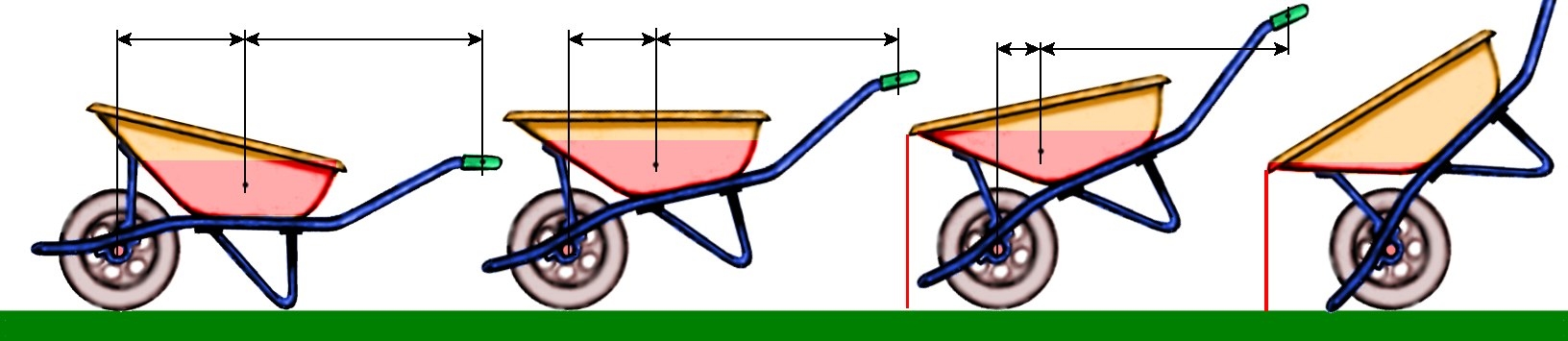
Ilustración de la transferencia de la carga líquida que proporciona estabiblidad para evitar el derrame del líquido.

#### Capacidad de inclinación

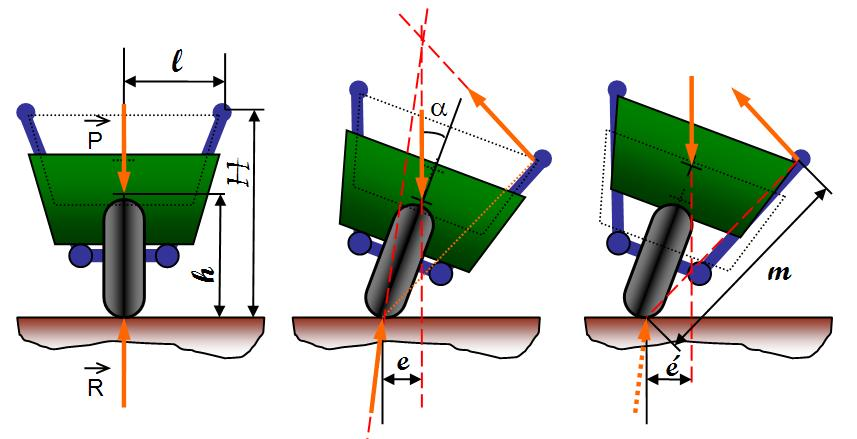
Capacidad de inclinación de la carretilla

Una vista frontal de la carretilla cargada permite tener en cuenta el riesgo de vuelco. Debido a la rueda con posición central, el equilibrio de la carretilla es similar al de la palanca invertida, y el empujador se convierte en una especie de malabarista.
Cuando la carretilla está en posición recta con la carga equilibrada, el empujador levanta los mangos ejerciendo dos fuerzas idénticas y equivalentes a la mitad de las determinadas en el estudio anterior. El problema sucede cuando la carga ya no está equilibrada o la carretilla ya no está alineada en el eje vertical. Entonces, la acción del peso del conjunto ya no se encuentra en el mismo plano vertical que el punto de contacto del suelo con la rueda. Este desplazamiento induce un par de inversión al que el empujador debe oponerse inmediatamente ejerciendo en los mangos acciones que ahora son diferentes. 
Un primer estudio cualitativo muestra que existe una necesidad de fricción al nivel del contacto suelo / rueda, cuya dirección puede inclinarse. De hecho, en la misma situación en el hielo, que ofrece un coeficiente de fricción casi cero, la carretilla gira de improviso. Sin embargo, esta fricción necesaria no tiene influencia en el progreso de la carretilla. En esta dirección, el fenómeno de rodadura no induce resistencia —en cualquier caso, muy baja en comparación con la atribuida a la fricción—, y la fricción lateral tiene el efecto de un riel que guía la rueda. 
Ahora, el estudio cuantitativo de los esfuerzos involucrados en controlar la carretilla en la fase de vuelco puede conducir, en una primera aproximación, a diferentes conclusiones. Suponiendo que en la acción de enderezar la carretilla solo se opera en un solo mango —caso bastante habitual—, escribir el equilibrio de los momentos de fuerza da la relación entre el peso y la fuerza ejercida por el empujador. 
Al escribir en el punto de contacto tierra / rueda los momentos de las acciones mecánicas:
{\displaystyle P.e=F.m\,}, por tanto {\displaystyle P.h\sin \alpha =F.{\sqrt {H^{2}+\ell ^{2}}}\,}.
después determinaos la acción que realiza el empujador:
{\displaystyle F=P.{\frac {h\sin \alpha }{\sqrt {H^{2}+\ell ^{2}}}}\,}.
Nota   : este valor corresponde a un mínimo de la intensidad debido a la dirección óptima de esta acción mecánica elegida para el estudio.
Para limitar este esfuerzo, podemos:
- reducir la carga {\displaystyle P} de la carretilla, que va en contra de su practicidad;
- bajar el centro de masa del conjunto {\displaystyle (h)}, que de nuevo limita el tamaño de la rueda o se opone a una disposición por encima del cuerpo;

- tener en cuenta la posición de los mangos {\displaystyle (H)}) y descartar estos últimos{\displaystyle (\ell )};
- no inclinar la carretilla. El término seno (sen α) muestra que si para una inclinación pequeña —unos pocos grados— la recuperación no supone un problema, la situación podría empeorar en el caso de portar una carga líquida, como el hormigón, ya que la forma acampanada del porta cargas aumenta el desequilibrio desplazando hacia arriba y hacia el lado contrario el centro de masa.

#### Conclusiones constructivas
El tamaño de la rueda debe ser lo suficientemente grande como para adaptarse a las condiciones del terreno, al tiempo que debe tener una altura aceptable para el umbral de carga. El chasis debe permitir posicionar el cuerpo lo más cerca posible de la rueda y lo más bajo posible con vistas a mantener la estabilidad de la carretilla al rodar. Por otro lado, la descarga final de los contenidos será facilitada por una posición más alta de la caja. Los mangos deben estar levantados sin que los codos del empujador alcancen a la altura de los hombros, y deben ser lo suficientemente anchas como para dotar de la mayor eficiencia a la carretilla y mantener así el equilibrio. 

## Perspectiva
La carretilla constituye un objeto de estudio singular y un buen tema de reflexión crítica para el historiador técnico. El objeto pudo haber jugado un papel más importante de lo que parece al facilitar en gran medida el trabajo de las obras de vialidad —conservación y mantenimiento de carreteras— y de campo. A partir del siglo XVI los constructores de las ciudades buscaron mano de obra entre los campesinos inactivos durante la estacionalidad del trabajo agrícola. En este contexto, el trabajo se desarrolló en particular en el ámbito de la producción textil. Así, la carretilla se destinó al traslado de los bienes por parte de los peinadores, los hilanderos y otros tejedores como sucedía la ciudad francesa de Tourcoing, de donde sus habitantes adquirieron el apodo de Broutteux, derivado de brouette (carretilla).
En general, la innovación puede analizarse como un cambio en la función de producción. Desde Karl Marx hasta John Hicks, el debate ha sido durante mucho tiempo si el sesgo sistemático en este cambio es una economía de capital o una economía laboral. Un argumento a favor de este último radica en la propensión del hombre a desarrollar medios técnicos para alejarse del castigo, este principio corresponde al «desvío de producción ». El análisis filológico de la carretilla propuesta aquí ilustra perfectamente este concepto. 
El desarrollo de las nanotecnologías muestra que el modelo sigue inspirando a los técnicos contemporáneos con la nano carretilla, el mecanismo más pequeño del mundo hasta la fecha. 

## En torno a la carretilla

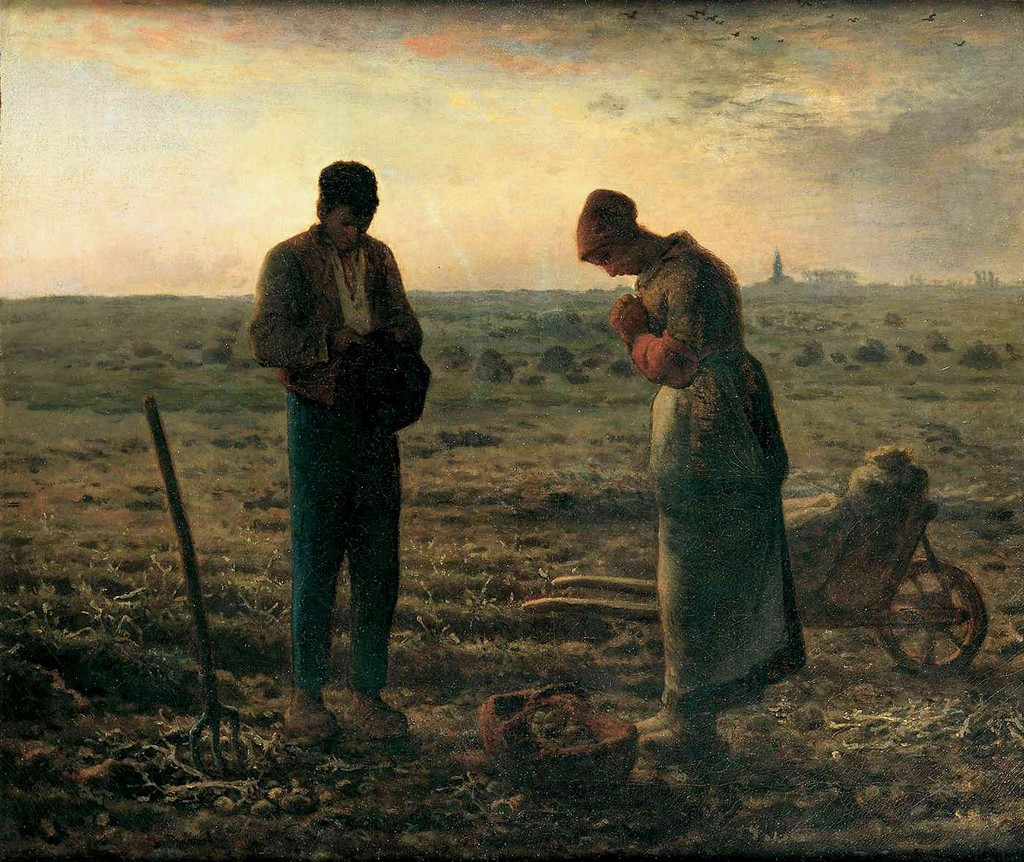
Carretilla representada en El ángelus de Jean François Millet (1857-1859)

### En la literatura y el arte
- La brouette ou les grandes inventions, (La carretilla o los grandes inventos) poema de Jacques Prévert publicado en Paroles, (Poemas).
- La brouette (La Carretilla),  poema de Edmon Rostand.
- La brouette du vinaigrier (La carretilla del vendedor de vinagre) obra de teatro en tres actos escrita por Louis-Sébastien Mercier en 1775.[32]
- En la obra de Millet, El Ángelus, junto a los dos campesinos se observa una carretilla.[33]
- La carretilla de carne, guion y notas de película paranoica escrito por Salvador Dalí, para Ana Magnani.[34]
- Carretó fantasma, (1933) obra de Salvador Dalí en la que se puede ver una carretilla de dos ruedas que se dirige hacia una ciudad.[35]

### En el cine
- El vasco de la carretilla (Argentina, 2012), dirigida por Maximiliano González.[36]
- 7 cajas, (Paraguay, 2012), dirigida por Juan Carlos Maneglia y Tara Schémobori.[37]
- J, (Perú, 2013), dirigida por Farid Rodríguez Rivero.[38][39]

### Herádica
La carretilla puede encontrarse en algunos blasones, como sucede en el escudo de armas de las Islas Pitacairn.

## Polisemia

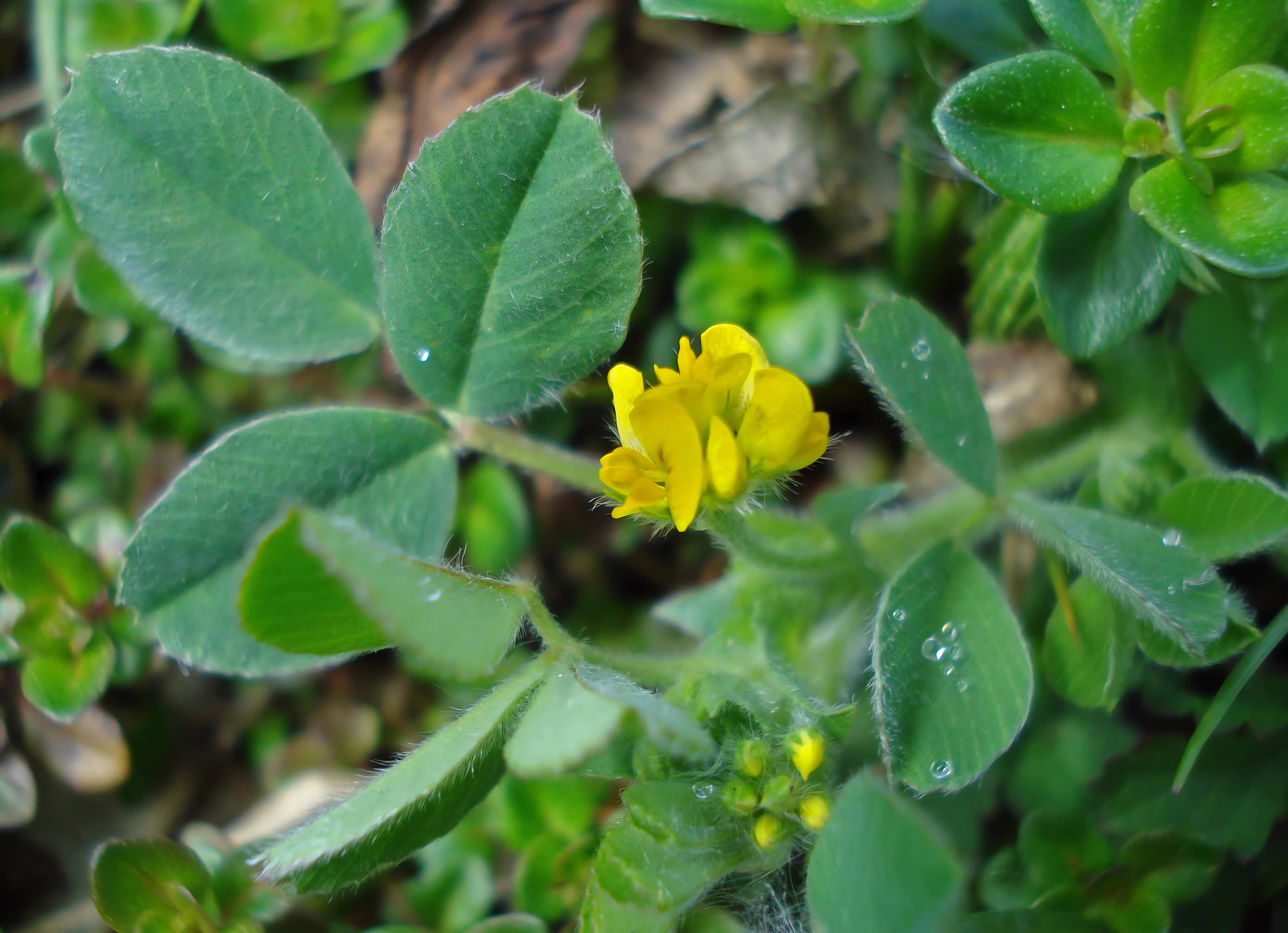
Medicago minima conocido como trébol carretilla.

La Real Academia Española define carretilla como un carro pequeño de mano, que generalmente cuenta con una sola rueda, con un recipiente para contener y transportar cargas dotado con dos varas para su manejo y dos pies de apoyo.
La Real Academia Española también define carretilla como un bastidor de madera con tres ruedas y un manija que hace la función de agarre usado por los niños para aprender a caminar.
Carretilla en algunos países es el útil de cocina empleado para cortar la masa de las empanadillas.  En Argentina es el nombre de un tipo de trébol rastrero, Medicago minima.

## Competiciones y juegos

### Juegos
El juego de la carretilla consiste en que dos personas simulan empujar una carretilla, una desempeña el papel del objeto y la otra es la que empuja. Por lo tanto, una de las dos con el cuerpo más o menos en posición horizontal, avanza sobre las manos, cuyos tobillos son sostenidos por la segunda. Puede jugarse en competiciones de equipos de dos carreras, alternándose la posición.
Las carretillas se construyen también a una escala más reducida siendo un juguete popular entre los niños.

### Competiciones
Existe una competición llamada Rali de Carretillas en un pueblo del interior de Galicia, España, Villa de Cruces, en la que la carretilla es la principal protagonista, además de una exposición de carretillas decoradas por artistas y diseñadores gráficos.

## Decoración
En decoración de jardines y exteriores se han usado carretillas tradicionales como elemento decorativo de jardines, bien conteniendo jardines en miniatura, como contenedor de macetas o bien como simple objeto de ornamento. Se realizan en diferentes materiales tales como madera, mimbre, forja, etcétera, con diversas formas, incluso algunos modelos son reutilizados.

## Mercado de las carretillas

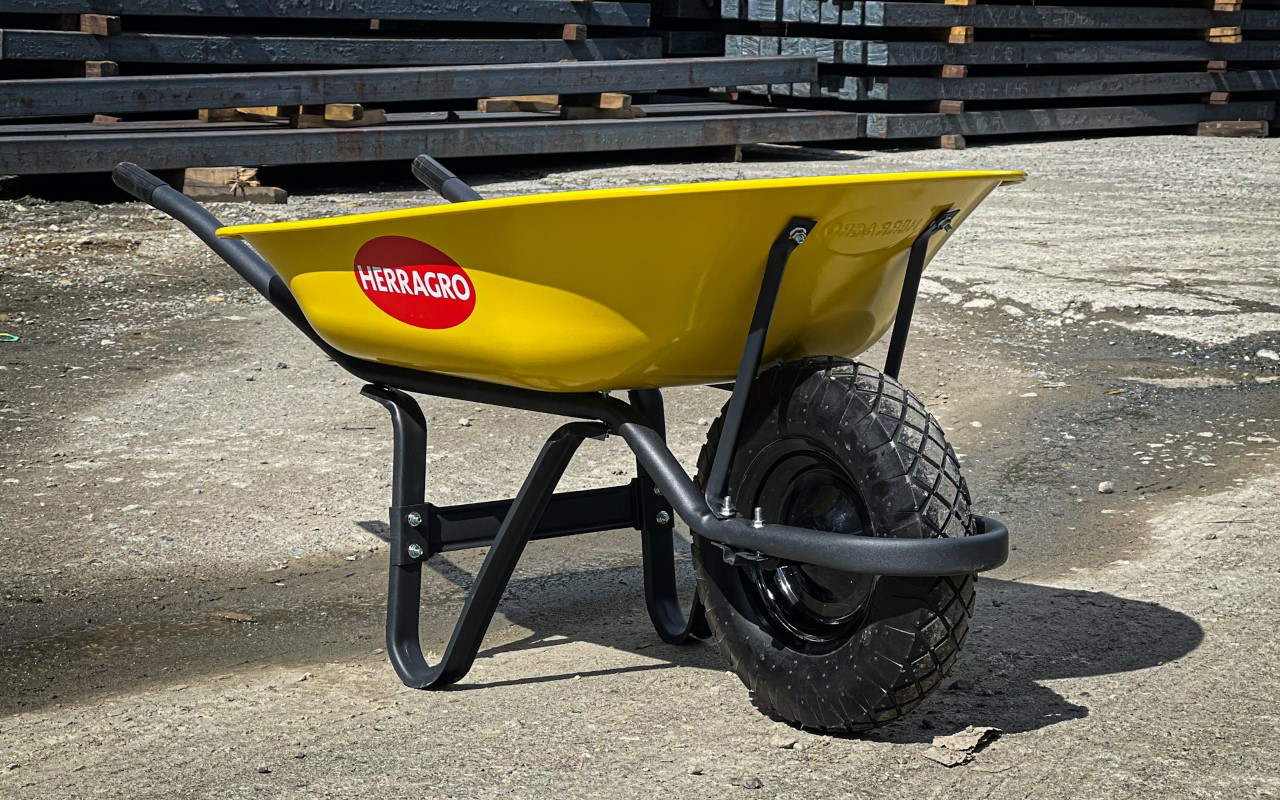
Foto de Carretilla fabricado por Herragro en Colombia en el año 2022

La carretilla es uno de los productos con uso más generalizado por el hombre en las labores del agro y la construcción. El hombre pasó de hacer sus propias carretillas o de comprarlas a artesanos locales, a comprarlas a grandes compañías industriales que se reconocen como expertas y eficientes, aplicando conceptos reales de diseño, ergonomía, soporte de cargas etc. 
Dentro de las empresas que se resaltan como expertas para el mundo están: Herragro en Colombia y sur América, Truper en México, Tramontina en Brasil.